# Tránsito (Córdoba)
Tránsito es una localidad argentina situada en el departamento San Justo, provincia de Córdoba.
Está compuesta por 3848 habitantes y se encuentra ubicada sobre la RN 19, a 92 km de la Ciudad de Córdoba.
La fiesta patronal se celebra el día 15 de agosto, en honor a Nuestra Señora del Tránsito. Anualmente se celebra la Fiesta Nacional del Tambero y su Familia.
El casco urbano se compone de unas 1186 viviendas.

## Economía
La principal actividad económica es la agricultura seguida por ganadería, siendo los principales cultivos la soja, el maíz y el trigo.
La producción láctea y el turismo también tienen relevancia en la economía local.
Cuenta importantes plantas de acopio de cereal y una fábrica de golosinas "Transichoc".
En los últimos años, la localidad ha pasado a considerarse una "ciudad dormitorio" debido a que gran parte de sus habitantes viven en Tránsito pero se trasladan al polo industrial que significa la ciudad vecina de Arroyito para trabajar.
La principal atracción turística es la iglesia de Villa del Tránsito, un monumental templo que data del siglo XIX. Situada en el originario Fuerte de Cantamala a la vera del río Xanaes.

## Infraestructura

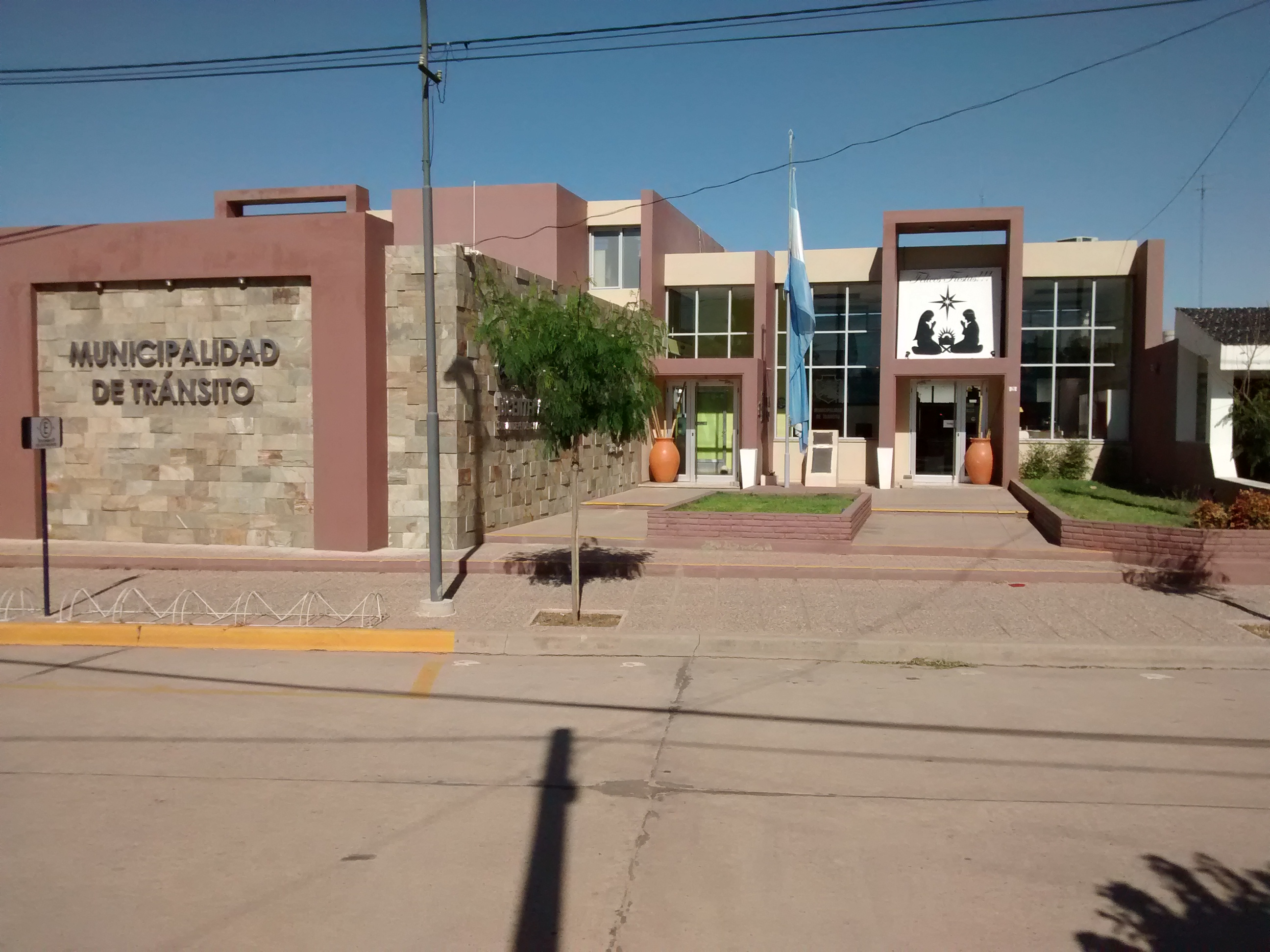
Municipalidad de Tránsito

Existen en la localidad un dispensario, dos escuelas secundarias, numerosas escuelas primarias, un puesto policial y un edificio municipal en el cual se efectúan gran parte de las funciones administrativas.

## Geografía

### Clima
El clima es templado con estación seca, registrándose una temperatura media anual de 25° aproximadamente. En invierno se registran temperaturas inferiores a 0º y superiores a 35° en verano.
El régimen anual de precipitaciones es de aproximadamente 800 mm.[cita requerida]

## Parroquias de la Iglesia católica en Tránsito
| Diócesis  | San Francisco              |
| --------- | -------------------------- |
| Parroquia | Tránsito de Nuestra Señora |